# Peter Scolari
Pour les articles homonymes, voir Scolari.
Peter Scolari, né le 12 septembre 1955 à New Rochelle (État de New York) et mort le 22 octobre 2021 à Manhattan (New York), est un acteur américain.

## Biographie
Peter Scolari était un jongleur passionné et a parfois mis en valeur ses talents à la télévision, comme dans le Circus of the Stars de 1982 et lors d'apparitions à des talk-shows.

### Mort
Peter Scolari est décédé d'une leucémie à Manhattan le 22 octobre 2021 à l'âge de 66 ans. Il avait reçu un diagnostic de cette maladie deux ans plus tôt.

### Vie privée
Peter Scolari était marié à Debra Steagal puis à l'actrice Cathy Trien avec qui il a eu deux enfants. Il a épousé sa petite amie de longue date l'actrice Tracy Shayne en 2013.
Un épisode 2014 d'Oprah : Où sont-ils maintenant ? a évoqué la toxicomanie de Peter Scolari et sa lutte contre le trouble bipolaire.

## Filmographie

### Acteur

#### Cinéma
- 1978 : Take Off : Kookie (segment années 1950) (en tant que Barney Tramble)
- 1984 : Hotel Monplaisir : Elliot
- 1990 : Corporate Affairs : Simon Tanner
- 1993 : Ticks : Charles Danson
- 1994 : Camp Nowhere : Donald Himmel
- 1996 : That Thing You Do! : Troy Chesterfield
- 2002 : Sorority Boys : Louis
- 2004 : Le Pôle express : Billy - Lonely Boy
- 2006 : Cathedral Pines : Père Mike McGary
- 2006 : Mentor : Jonathan Parks
- 2007 : A Plumm Summer : l'agent Hardigan
- 2007 : Une fille à la page (Suburban Girl) : Mickey Lamm
- 2012 : Letting Go : Bill
- 2018 : Weight

#### Courts-métrages
- 1986 : Mr. Bill's Real Life Adventures
- 2005 : Magnificent Desolation: Walking on the Moon 3D
- 2013 : Jerome's Bouquet
- 2016 : How You Look at It

#### Télévision

##### Séries télévisées
- 1979 : Angie : Kenny
- 1979 : Wally Brown : Douglas Burdett
- 1980 : Goodtime Girls : Benny Loman
- 1980-1982 : Bosom Buddies : Henry Desmond / Hildegarde 'Hilde' Desmond
- 1982 : Les Enquêtes de Remington Steele : Albie Fervitz
- 1983 : Baby Makes Five : Eddie Riddle
- 1983 : Happy Days - Les Jours heureux : Jake
- 1984 : Finder of Lost Loves (en) : Ted Caton
- 1984-1990 : Newhart : Michael Harris
- 1986 : Fresno : Waiter
- 1986 : Hôtel : Tom
- 1986 : La croisière s'amuse : Wellington David Rothmeyer / Wellington Davis Rothmeyer / Frank Hobbs
- 1986 : Sacrée Famille : Paul Kenter
- 1986 : You Are the Jury : Stephen Best
- 1987 : Mike Hammer : Rudy Shales
- 1988 : La Cinquième Dimension : Leonard Randall / Delos of Atlantis
- 1989 : CBS Summer Playhouse : Morgan
- 1989 : Trying Times : Howard LaMotta
- 1990 : Encyclopedia Brown : Bandini
- 1992 : Nurses : George Myrock
- 1992-1995 : Batman : The Shark / Gunther Hardwicke / John Hamner
- 1993 : Fallen Angels : Clerk
- 1993 : Family Album : Jonathan Lerner
- 1993-1994 : Animaniacs : The Driver / Wilford B. Wolf
- 1994 : L'Homme à la Rolls
- 1994 : La Maison en folie : Dieter Dietz
- 1994 : Loïs et Clark : Les Nouvelles Aventures de Superman : Stuart Hofferman
- 1994-1995 : Le Monde de Dave : Kenny's Boss / Fred
- 1994-2001 : Les Anges du bonheur : Tim Albright / Charles Hibbard
- 1995 : A Whole New Ballgame : Glenn
- 1995 : Can't Hurry Love : Colin
- 1995 : Dweebs : Warren Mosbey
- 1995 : The Mommies : Ken Ballantine
- 1995-1996 : Gargoyles : Preston Vogel
- 1996 : Le Drew Carey Show : Councilman Kemp
- 1996 : The Home Court : Kenyon Stanton
- 1997 : Duckman: Private Dick/Family Man : Brad
- 1997 : George and Leo : Dr. Michael Harris
- 1997 : Une nounou d'enfer : Leslie Tilbert
- 1997-1998 : Minus et Cortex : Mr. Perfect / Weird Guy
- 1997-2000 : Chérie, j'ai rétréci les gosses : Wayne Szalinski / Wayne Wolff / Noodles Oregano
- 1998 : De la Terre à la Lune : Pete Conrad
- 1998 : Hey Arnold! : Doug
- 2001 : Ally McBeal : Hooley
- 2002 : Ce que j'aime chez toi : Dad
- 2002 : Quoi d'neuf Scooby-Doo ? : Professor Higginson
- 2002 : Reba : Parker Reynolds
- 2002 : The Cartoon Cartoon Show
- 2002 : Un gars du Queens : Ron
- 2002 : Urgences : Kyle Evans
- 2002 : À la maison blanche : Antares C.E.O. Jake Kimball
- 2003 : Sabrina, l'apprentie sorcière : Ringmaster
- 2005 : Listen Up : Andrew McKillop
- 2006 : American Dad! : Limo Driver / Lui-même
- 2006 : Big Love : Seminary Teacher
- 2011 : Batman : L'Alliance des héros : Ray Palmer / The Atom
- 2012-2017 : Girls : Tad Horvath
- 2013 : FBI : Duo très spécial : Zimmer the Keymaster
- 2015 : Gotham : Commissioner Loeb
- 2016 : Madoff : Peter Madoff
- 2017 : New York, unité spéciale : Dr. Dennis Barkley (saison 19, épisode 6)
- 2017 : Odd Mom Out : Lawyer
- 2019-2021 : Evil : Évêque Thomas Marx (9 épisodes)

##### Téléfilms
- 1980 : The Further Adventures of Wally Brown : Douglas Burdett
- 1982 : Missing Children: A Mother's Story : Woody
- 1983 : Transports en commun : Robert Duff
- 1984 : Les Amazones : Dr. Jerry Menzies
- 1987 : Le Père Dowling (Fatal Confession: A Father Dowling Mystery)  : Chris Robinson
- 1989 : The Ryan White Story : David Day
- 1990 : World's Greatest Magicians... At the Magic Castle
- 1991 : Danger Team : Police Officer Shields
- 1991 : Harmonie parfaite : Derek Sanders
- 1991 : Perry Mason - Le cercueil de verre : David Katz
- 1991 : Piège de feu : Paul DeWitt
- 1992 : Diagnosis Murder: The House on Sycamore Street : Dr. Zach Drummond
- 1996 : Au-delà des maux (For Hope) : Date #2 (non crédité)
- 1996 : Stop the World, I Want to Get Off : Littlechap
- 1996 : Talk to Me : Howard Grant
- 2000 : Le Plus Beau Cadeau de Noël : Edwin Hadley

### Réalisateur

#### Télévision
Séries télévisées
- 1990 : Newhart
- 1998-2000 : Chérie, j'ai rétréci les gosses

### Producteur

#### Télévision
Séries télévisées
- 1997 : Chérie, j'ai rétréci les gosses

### Parolier

#### Chansons (interprétation)
Séries télévisées
- 1980-1982 : Bosom Buddies'